# Chuncheon
Chuncheon (kor. 춘천) – miasto w Korei Południowej, stolica prowincji Gangwon. Siedziba rzymskokatolickiej diecezji. W 2007 liczyło 259 132 mieszkańców.

## Współpraca
- Japonia: Higashichikuma, Hōfu, Kakamigahara
- Etiopia: Addis Abeba
- Chińska Republika Ludowa: Nanyang